# Ægir (Schiff, 1841)
Die Ægir war ein dänischer Marine-Seitenraddampfer und Kanonenboot aus dem Jahre 1841.

## Geschichte
Das Schiff wurde im Auftrage der königlich dänischen Marine als erstes Kanonenboot aus Ganzstahl in England bei William Fairbairn & Co. in Millwall im Südosten von London gebaut. Der Raddampfer wurde nach Fertigstellung von Kapitän Hans Carl Bodenhoff nach Dänemark überführt und erreichte am 12. Oktober 1841 Kopenhagen. Zwischen den Jahren 1842 bis 1856 war er auch die königliche Yacht und wurde von der damaligen Königsfamilie für Reisen eingesetzt. 
Die Ægir war von 1857 bis 1862 an die dänische Post ausgeliehen und als Postschiff im Dienst. In den 1860er Jahren wurde die Ægir zur Vermessung der dänischen Gewässern eingesetzt und ab 1864 bis Ende 1871 wieder als Kanonenboot bei der Marine im Einsatz. 
Am 5. Dezember 1871 wurde der Raddampfer an das Schrottverwertungsunternehmen Petersen & Albeck im Südhafen von Kopenhagen verkauft, aus dem Schiffsregister ausgetragen und 1872 verschrottet.

## Schiffsdaten
Der Rumpf aus Stahl hatte eine Länge von 42,92 Meter und war 5,64 Meter breit. Der Tiefgang betrug 1,69 Meter. Die Dampfmaschine hatte eine Wellenleistung von 80 PS. Zusätzlich verfügte die Ægir über zwei Segelmasten. Maschinenraum, Steuerhaus und die beiden seitlich angebrachten Schaufelräder befanden sich mittschiffs. Ursprünglich bestand die Bewaffnung aus zwei 24-Pfünder-Kanonen und einer 4-Pfünder-Haubitze, später wurden zwei 18-Pfünder-Kanonen und acht 1-Pfünder-Falkonetts installiert. In den historischen Unterlagen wird die Schiffsbesatzung mit 75 Personen angegeben.